# Kai Đinh
Đinh Lê Hoàng Vỹ (sinh ngày 17 tháng 10 năm 1992), thường được biết đến với nghệ danh Kai Đinh, là một nam nhạc sĩ, nhà sản xuất thu âm kiêm ca sĩ người Việt Nam.

## Tiểu sử
Kai Đinh sinh ngày 17 tháng 10 năm 1992 tại Kon Tum (nay thuộc tỉnh Quảng Ngãi). Anh đã từng tốt nghiệp đại học chuyên ngành Quản trị Kinh doanh Quốc tế tại trường Đại học Nottingham Trent ở Anh. Ngày về nước, anh tìm cho mình một công việc an toàn, ổn định như bao người trẻ khác. Tuy nhiên, không thỏa đam mê, anh đã tìm đến với âm nhạc.
Kai bắt đầu tập tành sáng tác từ năm 13 tuổi. Anh bắt đầu được biết đến khi tham gia 5 mùa chương trình Bài Hát Việt năm từ năm 2011-2015. Ca khúc "Cuối đường" của Kai Đinh đã đạt giải "Bình chọn của Hội đồng các nhà sản xuất âm nhạc" trong đêm Gala năm 2012 của chương trình Bài Hát Việt, đã từng đạt được các giải thưởng "Bài hát do Hội đồng các nhà sản xuất âm nhạc bình chọn gala năm 2012", "Ca sĩ thể hiện hiệu quả", "Bài hát được khán giả bình chọn"...
Tháng 12 năm 2013, anh phát hành đĩa đơn đầu tiên "Tinh cầu cô đơn". Ca khúc phổ biến nhất của Kai là "Như loài mèo" - song ca với Tạ Quang Thắng, thường được sử dụng trong các cuộc thi hát dành cho trẻ em. Sau những sản phẩm nhỏ lẻ, Kai Đinh chỉ thật sự mới bắt đầu tập trung viết nhạc từ đầu năm 2015, sau khi quyết định tạm dừng công việc kinh doanh.
Từ năm 2015, Kai Đinh dần khẳng định tên tuổi của mình với tư cách là một ca sĩ với chất riêng được thể hiện qua các bài hát lãng mạn do chính mình sáng tác. Nổi bật trong số sáng tác của Kai Đinh là hai bản hit dành cho Min: "Gọi tên em" và "Có em chờ", là số ít những bài hát mang tính tích cực thay vì âu sầu, buồn bã, tâm trạng gắn với Kai Đinh, dù mới chỉ tung teaser đã nhận được hơn 50.000 lượt share, hơn 2,7 triệu lượt xem.
Với Kai Đinh, âm nhạc phải lấy cảm hứng từ các chất liệu cuộc sống và mang tính cá nhân để khán giả có thể dễ dàng đồng cảm nhưng cũng không đánh mất nét riêng của người nghệ sĩ.

## Đời tư
Ngày 6 tháng 7 năm 2025, Kai Đinh tổ chức đám cưới với Hà Đức Hạnh.

## Danh sách đĩa nhạc

### EP
- Lâu phai (Lofi) 1 (2021)
- Lâu phai #2 (2022)
- Không biết nên vui hay buồn (2023, hợp tác với Bảo Anh)
- Summeroom (2024)
- 1 + 1 = đôi (2025, hợp tác với Amee)

### Album đĩa đơn
- Winter Warmer (2022)

### Đĩa đơn
Danh sách này không đầy đủ, bạn cũng có thể giúp mở rộng danh sách.
- 20 25 30
- 5am
- Baby You Are Not Alone
- Chuyện nhà bé thôi, con đừng về
- Có em chờ[4]
- Có đâu xa gần
- Cô ấy của anh ấy
- Cô đơn (Lonely) (nhạc phim Vẽ đường cho yêu chạy)
- Chăm em một đời
- Chỉ cần là mình cùng nhau (bài hát chủ đề của chương trình Here We Go 2017)[5]
- Đưa em về nhà
- Để tôi ôm em bằng giai điệu này (feat. Grey D, Min)
- Điều buồn nhất
- Điều buồn tênh
- Điều vô tri nhất
- Đừng xa anh
- Đường một chiều
- 好想你 (Đặt ca từ lời Việt: Em nhớ anh)
- 胡志明的雨 (Đặt ca từ lời Việt: Sài Gòn mưa rơi)
- Favourite Liar
- Giận muốn chết đến Tết cũng quên (nhạc phim 30 chưa phải Tết)
- Gọi tên em
- Hương vị mùa đông
- I'vavie (Là vì anh vẫn yêu em)
- Không biết nên vui hay buồn
- Late Autumn
- Lâu phai
- Lễ đường
- Love Me More (nhạc phim Tỉnh giấc tôi thấy mình trong ai)
- Lời tạm biệt chưa nói
- Mải iu
- Mặt trời của em (đồng sáng tác với JustaTee)
- Mê cung (nhạc phim Mê cung)
- Mình yêu đến đây thôi
- Nếu được gặp lại nhau (nhạc phim Trái tim quái vật)
- Nếu yêu em là sai
- Như loài mèo (hát với Tạ Quang Thắng)
- Nhớ anh khi chưa tạm biệt
- Người anh yêu (nhạc phim Tìm vợ cho bà)
- Người ta nói
- Người ta thường nói
- Phải có em (bài hát truyền cảm hứng của WeChoice Award 2016)[6]
- Rơi vào tình yêu
- Sài Gòn thanh xuân
- Sáu Bảnh chơi lớn (nhạc phim 30 chưa phải Tết)
- Stay With Me
- Tháng năm rực rỡ
- Thay mọi cô gái yêu anh
- Thế hệ tan vỡ
- Thế nào là tình yêu
- Tinh cầu cô đơn
- tinhdau tinhdau tinhdau
- Trái Đất ôm Mặt Trời (feat. Grey D, Hoàng Thùy Linh)
- Ưng quá chừng (đồng sáng tác với TDK)
- Vụt sáng thành vì sao (ca khúc chủ đề của chương trình The Debut 2018)

## Giải thưởng
| Năm  | Giải thưởng              | Hạng mục                                                          | Tác phẩm        | Kết quả   | Chú thích |
| ---- | ------------------------ | ----------------------------------------------------------------- | --------------- | --------- | --------- |
| 2012 | Giải thưởng Bài hát Việt | Bình chọn của Hội đồng các nhà sản xuất âm nhạc                   | Cuối đường      | Đoạt giải |           |
| 2015 | Giải thưởng Bài hát Việt | "Bài hát của tháng" tại Gala Bài Hát Việt tháng 5/2015            | Đồng dao mùa hè | Đoạt giải |           |
| 2015 | Giải thưởng Bài hát Việt | "Bài hát được yêu thích nhất" tại Gala Bài Hát Việt tháng 11/2015 | Tìm nhau        | Đoạt giải |           |
| 2017 | Zing Music Awards 2017   | Bài hát của năm                                                   | Có em chờ       | Đoạt giải |           |
| 2017 | Zing Music Awards 2017   | Bài hát R&B được yêu thích nhất                                   | Mặt trời của em | Đoạt giải |           |
| 2017 | Keeng Young Awards       | Bài hát R&B được yêu thích nhất                                   | Có em chờ       | Đoạt giải |           |